# الحرب الفرنسية والهندية

جميع الأقاليم كانت تحت السيطرة الفرنسية في الفترة من 1534 إلى 1763

كانت الحرب الفرنسية والهندية (1754 – 1763 م) مسرحًا لحرب السنوات السبع، تواجهت فيها مستعمرات الإمبراطورية البريطانية في أمريكا الشمالية مع مستعمرات الفرنسيين، ودُعم الطرفان من قِبل قبائل أمريكية أصلية مختلفة. في بداية الحرب، كان عدد سكان المستعمرات الفرنسية نحو 60 ألف مستوطن، مقارنة بمليوني مستوطن في المستعمرات البريطانية. اعتمد الفرنسيون الأقل عددًا على السكان الأصليين بشكل بارز.
بعد مرور عامين على الحرب الفرنسية والهندية، أعلنت بريطانيا العظمى في عام 1756 الحرب على فرنسا، لتبدأ حرب السنوات السبع العالمية. ينظر الكثيرون إلى الحرب الفرنسية والهندية على أنها مجرد المسرح الأمريكي لهذا الصراع، ولكن في الولايات المتحدة، تُعتبر الحرب الفرنسية والهندية صراعٌ منفرد لا يرتبط بأي حرب أوروبية. يطلق عليها الكنديون الفرنسيون اسم حرب الاستحواذ.
دعمت قبائل الإيروكوا والكاتاوبا والشيروكي المستعمرين الفرنسيين في فترات مختلفة، ودُعم المستعمرون الفرنسيون من قِبل اتحاد قبائل الوابانكي المتمثل بقبائل الأبيناكي والميكماك والألغونكين واللينابي والأوجيبوا والأوتاوا والشاوني والواياندوت. وقع القتال بمعظمه على طول الحدود بين فرنسا الجديدة والمستعمرات البريطانية، من مقاطعة فرجينيا في الجنوب إلى نيوفاوندلاند في الشمال. بدأ بنزاعٍ حول السيطرة على نقطة التقاء نهر أليغيني ونهر مونونغاهيلا التي تدعى فوركس أوف أوهايو (مفارق أوهايو)، وعلى موقع حصن دوكين التابع للفرنسيين في المكان الذي أصبح فيما بعد بيتسبرغ، بنسلفانيا. تصاعد النزاع إلى أعمال عنف في معركة جومونفيل غلين في مايو 1754، نُصب فيها كمينٌ لدورية فرنسية على يد ميليشيات فرجينيا تحت قيادة جورج واشنطن البالغ من العمر 22 عامًا.
في عام 1755، التقى ستة حكام استعماريين بالجنرال إدوارد برادوك، قائد الجيش البريطاني الذي وصل حديثًا، وخططوا لشن هجومٍ على الفرنسيين بأربع طرق. لم ينجح أي منها، وتحولت الحملة العسكرية الرئيسية التي تولاها برادوك إلى كارثة؛ خسر معركة مونونغاهيلا في 9 يوليو 1755، وتوفي بعد بضعة أيام. فشلت العمليات البريطانية في المناطق الحدودية لمقاطعة بنسلفانيا ومقاطعة نيويورك خلال عامي 1755 – 1757 نتيجة مجموعة من الأسباب منها سوء الإدارة والانقسامات الداخلية ونجاعة فرقة الاستطلاع الكندية والقوات النظامية الفرنسية ومحاربي السكان الأصليين الحلفاء. في 1755، استولت القوات البريطانية على حصن بوسيجور على الحدود التي تفصل نوفا سكوشيا عن أكاديا، وأمروا بطرد الأكاديين (1755 – 1764) بعد ذلك بوقت قصير. أصدر القائد العام للقوات المسلحة ويليام شيرلي أوامر الترحيل دون توجيهٍ من بريطانيا العظمى. طُرد الأكاديون، سواء من قُبض عليهم متسلحين أو أولئك الذين أقسموا يمين الولاء للملك. بالمثل، طُرد السكان الأصليون من الإقليم لإفساح المجال أمام المستوطنين القادمين من نيو إنجلاند.
سقطت الحكومة الاستعمارية البريطانية في منطقة نوفا سكوشيا بعد عدة حملات كارثية في عام 1757، بما في ذلك حملة فاشلة على لويسبورغ وحصار حصن ويليام هنري؛ أعقب هذا الفشل الأخير شروع السكان الأصليين بتعذيب وقتل ضحاياهم من المستعمرات. وصل ويليام بيت إلى السلطة وعزز الموارد العسكرية البريطانية إلى حد كبير في المستعمرات في وقتٍ كانت فيه فرنسا غير مستعدة للمخاطرة بقوافل كبيرة لمساعدة قواتها المحدودة المرابطة في فرنسا الجديدة، مفضلين تركيز قواتهم ضد بروسيا وحلفائها الذين باتوا الآن منخرطين في حرب السنوات السبع في أوروبا. انتهى الصراع في أوهايو عام 1758 بانتصار بريطاني أمريكي في إقليم أوهايو. بين عامي 1758 و1760، شن الجيش البريطاني حملة للاستيلاء على كندا الفرنسية. نجحوا في الاستيلاء على أراضي المستعمرات المجاورة وفي نهاية المطاف مدينة كيبيك (1759). في العام التالي انتصر البريطانيون في حملة مونتريال التي تنازل فيها الفرنسيون عن كندا وفقًا لمعاهدة باريس (1763).
تنازلت فرنسا أيضًا عن أراضيها الواقعة شرقي نهر المسيسيبي إلى بريطانيا العظمى، وكذلك تنازلت عن لويزيانا الفرنسية غرب نهر المسيسيبي لحليفتها إسبانيا تعويضًا عن خسارة فلوريدا الإسبانية لبريطانيا. (تنازلت إسبانيا عن فلوريدا لبريطانيا مقابل استعادة هافانا، كوبا). حُد من الوجود الاستعماري الفرنسي شمال البحر الكاريبي إلى جزر سان بيير وميكلون، مما يؤكد مكانة بريطانيا العظمى كقوة استعمارية مهيمنة في أمريكا الشمالية.

## التسمية
في أمريكا البريطانية، غالبًا ما كانت تُسمى الحروب على اسم الملك البريطاني القائم، مثل حرب الملك ويليام أو حرب الملكة آن. كانت حرب الملك جورج قائمة أساسًا في أربعينيات القرن الثامن عشر في عهد الملك جورج الثاني، لذلك أطلق المستعمرون البريطانيون على هذا الصراع اسم خصومهم، وبات يُعرف باسم الحرب الفرنسية والهندية. لا زال الاسمَ الاصطلاحي للحرب في الولايات المتحدة، على الرغم من أن الهنود قاتلوا على جانبي الصراع. أدت أيضًا إلى اندلاع حرب السنوات السبع في ما وراء البحار، وهو صراع أكبر بكثير بين فرنسا وبريطانيا العظمى لم يشمل المستعمرات الأمريكية؛ يربط بعض المؤرخين بين الحرب الفرنسية والهندية وحرب السنوات السبع في ما وراء البحار، لكن معظم سكان الولايات المتحدة يعتبرونهما نزاعين منفصلين – أحدهما فقط يتعلق بالمستعمرات الأمريكية، ويستخدم المؤرخون الأمريكيون عمومًا الاسم التقليدي. من بين أسماء هذه الحرب الأقل استخدامًا: الحرب الاستعمارية الرابعة والحرب العظمى للإمبراطورية.
في أوروبا، تُجمع الحرب الفرنسية والهندية مع حرب السنوات السبع ولم تُعط اسمًا منفصلًا. تشير عبارة «سبع سنوات» إلى الأحداث التي حصلت في أوروبا، من الإعلان الرسمي للحرب عام 1756 – بعد عامين من بدء الحرب الفرنسية والهندية – إلى توقيع معاهدة السلام في عام 1763. في المقابل، انتهى الجزء الأكبر عمومًا من الحرب الفرنسية والهندية في أمريكا في غضون ست سنوات، من معركة جومونفيل غلين في 1754 إلى الاستيلاء على مونتريال في 1760.
يجمع الكنديون كلًّا من الصراعين الأوروبي والأمريكي في حرب السنوات السبع. يستخدم الكنديون الفرنسيون أيضًا مصطلح «حرب الاستحواذ»، إذ أنها الحرب التي استحوذ البريطانيون فيها على فرنسا الجديدة وأصبحت جزءًا من الإمبراطورية البريطانية. في كيبيك، رُوّج لهذا المصطلح من قِبل المؤرخين المشهورين جاك لاكورسيير ودينيس فوجوا، الذي أخذ من أفكار موريس ساغان في اعتبار هذه الحرب نقطة تحول دراماتيكية للهوية والقومية الفرنسية الكندية.

## الموقع الجغرافي
في ذلك الوقت، كانت تمتلك فرنسا الغالبية العظمى من المنطقة المستكشفة من القارة الجديدة (1745)، أكثر من نصف أمريكا الشمالية. وكانت تضم جزء من كيبيك الحالية (نذكر هنا أن منطقة خليج هدسون لم يكن تحت السيطرة الفرنسية)، وجزء كبير من شرق كندا. كانت حدودها، في الشمال حتى الحدود الشمالية لابرادور الحالية، وتشكل قطع مكافئ يمر تحت خليج جيمس لتذهب تُحيط ببحيرة مانيتوبا وبحيرة وينيبيغ، مركز مانيتوبا الحالية وصولا إلى خليج المكسيك، وتتبع نحو الغرب نهر المسيسيبي. فقط مائة كيلومتر على ساحل المحيط الأطلسي لم تكن فرنسية لأنها تتوافق مع أراضي المستعمرات الإنجليزية 13 الأولى في أمريكا (التي تحمل اسم من الشمال إلى الجنوب): نيو هامبشاير، ماساتشوستس ونيويورك ورود آيلاند وكونيتيكت، نيو جيرسي وبنسلفانيا وفيرجينيا وديلاوير وميريلاند ونورث كارولينا وساوث كارولينا وجورجيا .

كانت جميع الأقاليم تحت السيطرة الفرنسية خلال الفترة ما بين 1534 و1763.

## التحالف الفرنسي-الهنود الحمر
كان الفرنسيون متحالفين مع القبائل الهندية لأمريكا الشمالية كلها تقريبا. وكان الهنود الحمر قوة رئيسية في الدفاع عن فرنسا الجديدة. كما الميليشيا، كانت مؤثرة في حرب الكمين. على الرغم من أن كل قبيلة لديها الطقوس والتقاليد الأميركية الأصلية الخاصة بها، فإنه من الممكن ملاحظة تكتيكات الحرب والاستراتيجيات التي اعتمدها الهنود الحمر المشاركون في الصراع. فهم، أولا، لا يقتالون في مناطق مفتوحة، تكتيكات الكمين والتمويه هي من أكثر سمات هؤلاء الحلفاء.

في الواقع، فإن الهجوم المفاجئ هو أقوى سمة خاصة بهم. فهم يخطفون الجنود الأوروبيين المدربين على الفيلق في فترة قصيرة، ويُحدثون الكثير من الفوضى. أما الاستعدادات للحرب، على الرغم من بعض الاختلافات من قبيلة إلى أخرى، نلاحظ هناك بعض العناصر المشتركة: مناقشات طويلة قبل المغادرة للحرب، مع تدخين الكالوميت والرقص. كانت الأحلام المنذرة أيضا تحضى بشعبية كبيرة في التنبؤ بنتائج حرب أو إذا كان يشكل خطرا على الفرد أو الأمة بأكملها. وكانت الأسلحة المستخدمة من قبل الأمريكيين الأصليين عموما السكاكين والفؤوس والبنادق.

## ميليشيات فرنسا الجديدة
تتألف الميليشيا التي تشكلت في فرنسا الجديدة منذ 1669، من جميع الرجال القادرين على العمل الذين تتراوح أعمارهم بين 16 و60 عاما. الشيء المفضل عند الميليشيا هو حرب الكمين، أي الاختباء في الغابات. تم تجنيد رجال الميليشيات من المناطق الريفية والحضرية الذين ليس لديهم التدريب كجندي. في أوقات الحرب، وجدوا أنفسهم مجبرين على حمل السلاح. دون زي العسكري، الميليشيا يتلقون من كل قرية جزء من المعدات. وكانت قوات الميليشيا تسلح نفسها وكان من المتوقع منهم أنهم يحملون إمدادات جيدة من مسحوق الرصاص والصمامات. أمين المخازن بقدم بندقية للذين لا يملكونها.
تنتمي كل ميليشيا لحكومة إقليمية. في فرنسا الجديدة، كانوا ثلاثة في العدد، كيبيك، وتروا ريفيير ومونتريال. وتعتبر ميليشيا مونتريال الأكثر نشاطا والأكثر فعالية، يرجع ذلك إلى حقيقة أنها كانت تتألف من المسافرين الذين كانوا يتجارون الفراء. ونتيجة لذلك، كانت هذه الميليشيا متدربة بشكل رئيسي على حرب الكمائن في الغابة، مما أدى إلى تسمية رجالها «الذئاب البيضاء» من مناطق أخرى ومن الأميركيين الأصليين. في عام 1759، تمت تعبئة حوالي 5455 رجل ميليشيا بمونتريال، منهم 4200 ذهبوا إلى كيبيك أثناء محاصرتها.

## الميليشيات الأمريكية
لحماية المستوطنين الأميركيين في المستعمرات الثلاثة عشر من الهجمات والغارات الفرانية-الهندية، تم تشكيل وحدة خاصة، «رينجرز». وأصبحت هذه الوحدة سلاحا مهما في تكتيكات الولايات المتحدة، وتم إدماجها في الجيش النظامي البريطانية.

في الواقع، في 1755، أدرك لورد لودون أن حرب الكمائن التي يقوم بها الرينجرز، جنبا إلى جنب مع تكتيكات ووحدات من القوات البريطانية، يمكن أن نكون إضافة قوية للجيش. منذ ذلك الحين، أصبحت رينجرز تقاتل على جميع الجبهات.
و بالموازاة مع رينجرز، يُأخذ في الحسبان من الأمريكيين في صفوف القوات البريطانية:المستعمرون الأوائل. المستعمرون الأوائل هم جنود من الأمريكيين المولد. تم تدريب هؤلاء الجنود نحو ثمانية أشهر في السنة من قبل السلطة التشريعية على صعيد الولايات وكانت تدفع أجورهم وتجهيزهم من قبل المستعمرة الأصلية. في ماساتشوستس، المستعمرة الأكثر كثافة من حيث عدد السكان، نجد أكبر عدد من المستعمرون الأوائل: كانوا حوالي 6800 في عام 1759. وفقا لسجلات قيد الحياة أثناء الصراع، لم يشاركوا بشكل مباشر في الأعمال الحربية بل استخدموا بدلا من ذلك لبناء وصيانة التحصينات، والبطاريات والمخيمات البريطانية.

## ترحيل الأكاديين

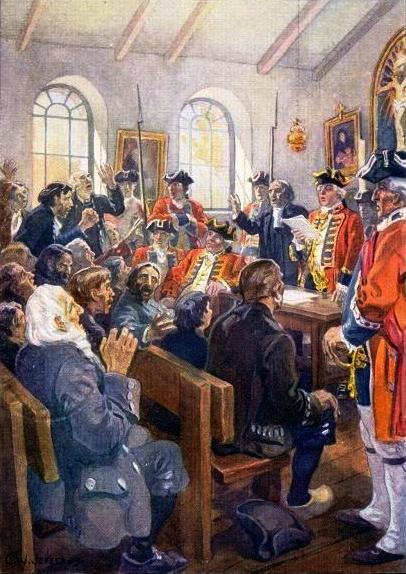
كتابة أمر الترحيل

ترحيل الأكاديين، أو الاضطراب الشديد، هو مصطلح يستخدم لوصف مصادرة واسعة النطاق وترحيل الأكاديين، شعب أمريكا الناطق بالفرنسية خلال الحيازة من قبل البريطانيين، وجزء من المستعمرات السابقة الفرنسية في أمريكا. ترحيل الأكاديين هو عملية تطهير عرقي واسعة، نظرا للتركيبة السكانية في ذلك الوقت. في 1754، اندلعت الأزمة مع اندلاع الحرب. الصراع بدأ مع الانتصارات الفرنسية في نهر أوهايو. وأصاب الذعر البريطانيين. فتحدث تشارلز لورنس إلى شيرلي وليام، محافظ ماساتشوستس عن إمكانية استبدال الأكاديين من قبل المستوطنين الأنجلو-أمريكيين. في يونيو، اجتمعوا مع مندوبو الأكاديين ودعوهم لأداء يمين الولاء غير المشروط لملك إنجلترا. رفض الأكاديين ذلك. في يونيو 1755، أمر لورانس إيقاف الرجال القادة الفرنسيين في مناطقهم، الموانئ، واعتقالهم واحتجازهم. تم تقسيم المبعدين إلى مجموعات، وتحميلها على سفن. على العموم تم ترحيل حوالي 10000 إلى 15000 من الأكاديين. فقط 20٪ من سكان الأكاديين تمكنوا من الفرار إلى كيبيك

## حصار كيبيك
في بداية الحصار، الحياة في مدينة كيبيك والمستعمرة بأكملها أصبحت صعبة للغاية. أُنهكَ الكيبيكيون بسبب الحرب التي استمرت لمدة خمس سنوات حتى الآن. وتوترت العلاقات بين مونت كالم وفودراي على نحو متزايد .و أصبح سكان كيبيك يعيشون في خوف وجوع وعدم اليقين بينما هم يرون مدينتهم دُمرت بسبب القصف الإنجليزي المتعدد، وتساءلوا لماذا السلطات الفرنسية لا تَرُد على الهجمات ولماذا تحافظ على الذخيرة. القصف المستمر، بالإضافة إلى تدمير جزء كبير من المدينة الشعب، أفزع الساكنة وخاصة الأطفال والنساء، الذين لم يبقَ لهم سوى الصلاة. 

خلال الحصار، أرسل وولف قوات على الضفتين الشمالية والجنوبية للنهر وأمرها أيضاً بحرق مزارع القمح والقرى بقدر بعيد عن مالبي وريفيير أويل. استغل الجنود البريطانيون تفوقهم العسكري لوضع اليد على النساء والأطفال والمواشي الذين لم يتمكنوا من الفرار في الوقت المناسب إلى الغابة. في بعض القرى مثل سانت فرانسوا دو لاك، بورت نوف (مدينة)، وسانت يواكيم، كيبيك، مورست أيضا مذابح وقطع الرؤوس من قبل القوات.

### معركة سهول أبراهام
خلال تحركات القوات، وبينما كانت تتموقع في ساحة المعركة، كانا هناك عدة مضايقات وهجمات من طرف الميليشيات وجنود القوات الفرنسية للبريطانيين. هذه المناوشات أدت إلى إصابات عديدة. وفي الوقت نفسه، قام لويس جوزيف دو مونتكالم بتحليل الوضع وخلُص إلى أنه لا ينبغي إعطاء العدو وقتا للتحصين. خلاف ذلك، سيكون من المستحيل طرده. ولذلك أمر في الساعة العاشرة صباحا بالهجوم العام. تم تقسيم القوات إلى ثلاثة خطوط، الأول يتكون من القوات النظامية، والثاني من أفواج ميليشيات المدمجة في الجيش، والثالث أيضا من الميليشيات. قرارلويس جوزيف دو مونتكالم بإدماج في كل خط من الجيش النظامي مجموعة من الميليشيات تبين أنه كارثة. هُزم الفيلق الأول على بعد خطوات من العدو، وجنود الخط الثاني بدأو بالإطلاق دون أمر.

عانى الجيشين من نفس العدد من الخسائر تقريبا: 658 من الجانب البريطاني و644 من الجانب الفرنسي. الجزء الأكبر من الخسائر الفرنسية كان أثناء المعركة، في حين أن البريطانيين كان معظم ضحاياهم على أيدي الميليشيات من الهنود الأمريكيين التي كانت تغطي تراجع الجنود النظاميين الفرنسيين. وفاة كل من الجنرال وولف والجنرال لويس جوزيف دو مونتكالم كانتا نفس الوقت تقريبا.

مع الأخذ في الاعتبار جميع الأحداث التي توالت مند الساعة العاشرة، وقوات المعركة، الفرنسية والبريطانية، وبداية إطلاق النار حوالي الساعة الواحدة وثلاثين دقيقة بين البريطانيين والفرنسيين، يمكن القول أن المعركة استمرت حوالي ساعتين. المؤرخ بيتر ماكليود، التي يعتبر جميع الأحداث العسكرية من يوم الهجوم على مخفر فيرجور في الساعة 4 صباحا حتى إطلاق المدفعية التي أجبرت القوات البريطانية للتراجع إلى سانت تشارلز في الساعة الثانية عشرة زوالا، يقول أن معركة سهول أبراهام استمرت حوالي ثماني ساعات.

في 15 سبتمبر، التقى 24 من الوجهاء بما في ذلك تجار كيبيك، وضباط الميليشيات والمسؤولين في مقر إقامة والتي دمرت جزئيا، فرانسوا دين، اللفتنانت العام لمحكمة كيبيك. وقع الوجهاء التماسا للجنرال راميزي للتفاوض على استسلام كيبيك. قام فرانسوا دين بإيصال الالتماس بيده في نفس اليوم.

### قصة الهنود الحمر
في تاريخ الهنود الحمر (الكنديون)، تقول أقصوصة أنه بعد معركة سهول أبراهام، وبينما كان يجري التوقيع على وثيقة الاستسلام، اقترح قادة حلفاء فرنسا على مونتكالم عدم الذهاب وترك المدينة للبريطانيين والانسحاب حيث أنه قد تم إرسال رسل من الهنود الحمر (الكنديون) إلى الغرب للحصول على التعزيزات وبالتالي الرد على هجمات قوات جيمس وولف والتي أيضا عانت كثيرا. لكنه مونتكالم رفض وقيل انه قد استسلم قبل.[بحاجة لمصدر] .

## وصلات خارجية
- معركة مونوغاهيلا